# 聖約瑟夫 (佛羅里達州帕斯科縣)
聖約瑟夫（英語：St. Joseph）是位於美國佛羅里達州帕斯科縣的一個非建制地區。

## 地理
聖約瑟夫的座標為28°22′33″N 82°17′12″W / 28.37583°N 82.28667°W，而該地最高點為海拔高度67米（即220英尺）。